# Zyginella loewi
Zyginella loewi är en insektsart som beskrevs av Dworakowska, Sohi och Chandrasekhara A. Viraktamath 1980. Zyginella loewi ingår i släktet Zyginella och familjen dvärgstritar. Inga underarter finns listade i Catalogue of Life.